# 南蛮誓詞
南蛮誓詞（なんばんせいし）は、江戸幕府がキリシタン摘発のために行った宗門改の一手法であり、踏み絵による絵踏とともに摘発や寺請制度で仏教寺院などの檀家となる手続きに用いられた起請文。転びキリシタンが再びキリスト信仰に立ち返ることを困難にする誓約システムであった。檀家に登録されるためには南蛮誓詞のみ、または南蛮誓詞と日本誓詞への、血判と提出が必要であった。南蛮誓詞と日本誓詞を「転び証文」または「転び書物」と称する場合もある。
キリスト教の禁教令は豊臣秀吉の時代から何度も発布されていたが、江戸時代になってからの1635年（寛永12年）8月、徳川家光は諸大名に領民への宗門改の実施を命令した。続いて9月、京都では寺院による寺請証文の発行を偽り無く実施し、キリシタンに偽って檀家の証文を与えた場合は、キリシタンと同罪として処断されることが命令されている。この時、従来のキリシタン摘発方法に加えて南蛮誓詞が導入された。従来の日本誓詞は日本の神仏に対してキリスト教の棄教し、二度と信じないことを誓う起請文であった。しかし、日本の神仏を信仰していないキリシタンには効果が薄かった。これに対し、南蛮誓詞では、デウスやサンタ・マリア、アンジョ（天使）、ベアト（聖人）などのキリシタン自身の信仰対象に対して、キリシタンの言葉を使って、もし棄教の誓いを破った場合はキリシタンの教えや言葉で罰を被ることが明記され、宣誓された。
南蛮誓詞は転宗者だけでなく全ての民衆に町や村単位で要求され、家毎に全構成員がキリスト教の永久的棄教を誓わされた。キリスト教を信仰すれば、キリストの神によって罰せられるという救いのない誓いは仏教徒にとって意味のないことであったが、隠れキリシタンにとっては踏み絵と並んで耐え難いトラウマを与え、転びキリシタンが再び信仰を取り戻す際に大きな精神的苦痛を与える役割を担った。